# Antonio Yakoub
Antonio Tino Lucas Yakoub (Södertälje, 12 giugno 2002) è un calciatore siriano con cittadinanza finlandese, attaccante dell'Örebro e della nazionale siriana.

## Carriera

### Nazionale
Nato in Svezia da madre siriana e padre finlandese, nel 2024 è stato convocato per la Coppa d'Asia con la nazionale mediorientale.

## Statistiche

### Cronologia presenze e reti in nazionale
| Cronologia completa delle presenze e delle reti in nazionale ― Siria | Cronologia completa delle presenze e delle reti in nazionale ― Siria | Cronologia completa delle presenze e delle reti in nazionale ― Siria | Cronologia completa delle presenze e delle reti in nazionale ― Siria | Cronologia completa delle presenze e delle reti in nazionale ― Siria | Cronologia completa delle presenze e delle reti in nazionale ― Siria | Cronologia completa delle presenze e delle reti in nazionale ― Siria | Cronologia completa delle presenze e delle reti in nazionale ― Siria |
| Data                                                                 | Città                                                                | In casa                                                              | Risultato                                                            | Ospiti                                                               | Competizione                                                         | Reti                                                                 | Note                                                                 |
| -------------------------------------------------------------------- | -------------------------------------------------------------------- | -------------------------------------------------------------------- | -------------------------------------------------------------------- | -------------------------------------------------------------------- | -------------------------------------------------------------------- | -------------------------------------------------------------------- | -------------------------------------------------------------------- |
| 18-1-2024                                                            | Doha                                                                 | Siria                                                                | 0 – 1                                                                | Australia                                                            | Coppa d'Asia 2023 - 1º turno                                         | -                                                                    | 78’                                                                  |
| Totale                                                               |                                                                      | Presenze                                                             | 1                                                                    |                                                                      | Reti                                                                 | 0                                                                    |                                                                      |

## Palmarès

### Club

#### Competizioni nazionali
- Ettan: 1

Gefle: 2022 (Norra)